# Inmanente (matemáticas)
En matemáticas, el inmanente de una matriz fue definido por Dudley E. Littlewood y Archibald Read Richardson como una generalización de los conceptos de determinante y permanente.
Sea {\displaystyle \lambda =(\lambda _{1},\lambda _{2},\ldots )} una partición de un entero {\displaystyle n} y sea {\displaystyle \chi _{\lambda }} el correspondiente carácter de la representación teorética irreducible del grupo simétrico {\displaystyle S_{n}}. El inmanente de una matriz {\displaystyle A=(a_{ij})} de orden {\displaystyle n\times n} asociado con el carácter {\displaystyle \chi _{\lambda }} se define como la expresión
{\displaystyle \operatorname {Imm} _{\lambda }(A)=\sum _{\sigma \in S_{n}}\chi _{\lambda }(\sigma )a_{1\sigma (1)}a_{2\sigma (2)}\cdots a_{n\sigma (n)}.}

## Ejemplos
El determinante es un caso especial del inmanente, donde {\displaystyle \chi _{\lambda }} es el carácter alternante {\displaystyle \operatorname {sgn} }, de Sn, definido por la paridad de una permutación.
El permanente es el caso donde {\displaystyle \chi _{\lambda }} es el carácter trivial, que es idénticamente igual a 1.
Por ejemplo, para las matrices {\displaystyle 3\times 3}, hay tres representaciones irreducibles de {\displaystyle S_{3}}, como se muestra en la tabla de caracteres:
| {\displaystyle S_{3}}     | {\displaystyle e} | {\displaystyle (1\ 2)} | {\displaystyle (1\ 2\ 3)} |
| ------------------------- | ----------------- | ---------------------- | ------------------------- |
| {\displaystyle \chi _{1}} | 1                 | 1                      | 1                         |
| {\displaystyle \chi _{2}} | 1                 | −1                     | 1                         |
| {\displaystyle \chi _{3}} | 2                 | 0                      | −1                        |

Como se indicó anteriormente, {\displaystyle \chi _{1}} produce el permanente y {\displaystyle \chi _{2}} produce el determinante, pero {\displaystyle \chi _{3}} produce la operación que aplica los valores de la siguiente manera:
{\displaystyle {\begin{pmatrix}a_{11}&a_{12}&a_{13}\\a_{21}&a_{22}&a_{23}\\a_{31}&a_{32}&a_{33}\end{pmatrix}}\rightsquigarrow 2a_{11}a_{22}a_{33}-a_{12}a_{23}a_{31}-a_{13}a_{21}a_{32}}

## Propiedades
El inmanente comparte varias propiedades con el determinante y el permanente. En particular, el inmanente es multilineal en las filas y columnas de la matriz; y el inmanente es invariante ante permutaciones simultáneas de las filas o columnas por el mismo elemento del grupo simétrico.
Littlewood y Richardson estudiaron la relación del inmanente con las funciones de Schur en la teoría de la representación del grupo simétrico.
Las condiciones necesarias y suficientes para que el inmanente de una matriz de Gram sea {\displaystyle 0} vienen dadas por el teorema de Gamas.